# Playa de Villanueva de Pría o "La Canal"
La playa Canal, en el concejo de Llanes, localidad de Villanueva de Pría, Asturias, España, es una playa que está considerada paisaje protegido, desde el punto de vista medioambiental (por su vegetación y también por el paisaje kárstico). Por este motivo está integrada en el Paisaje Protegido de la Costa Oriental de Asturias.
Por sus cualidades está clasificada como playa natural, su entorno paisajístico es agreste, tratándose de una diminuta playa de tan solo unos 20 metros de playa que se encuentra escondida en el final de un estrecho y agudo entrante de la costa que pertenece en su parte occidental a un bufón.

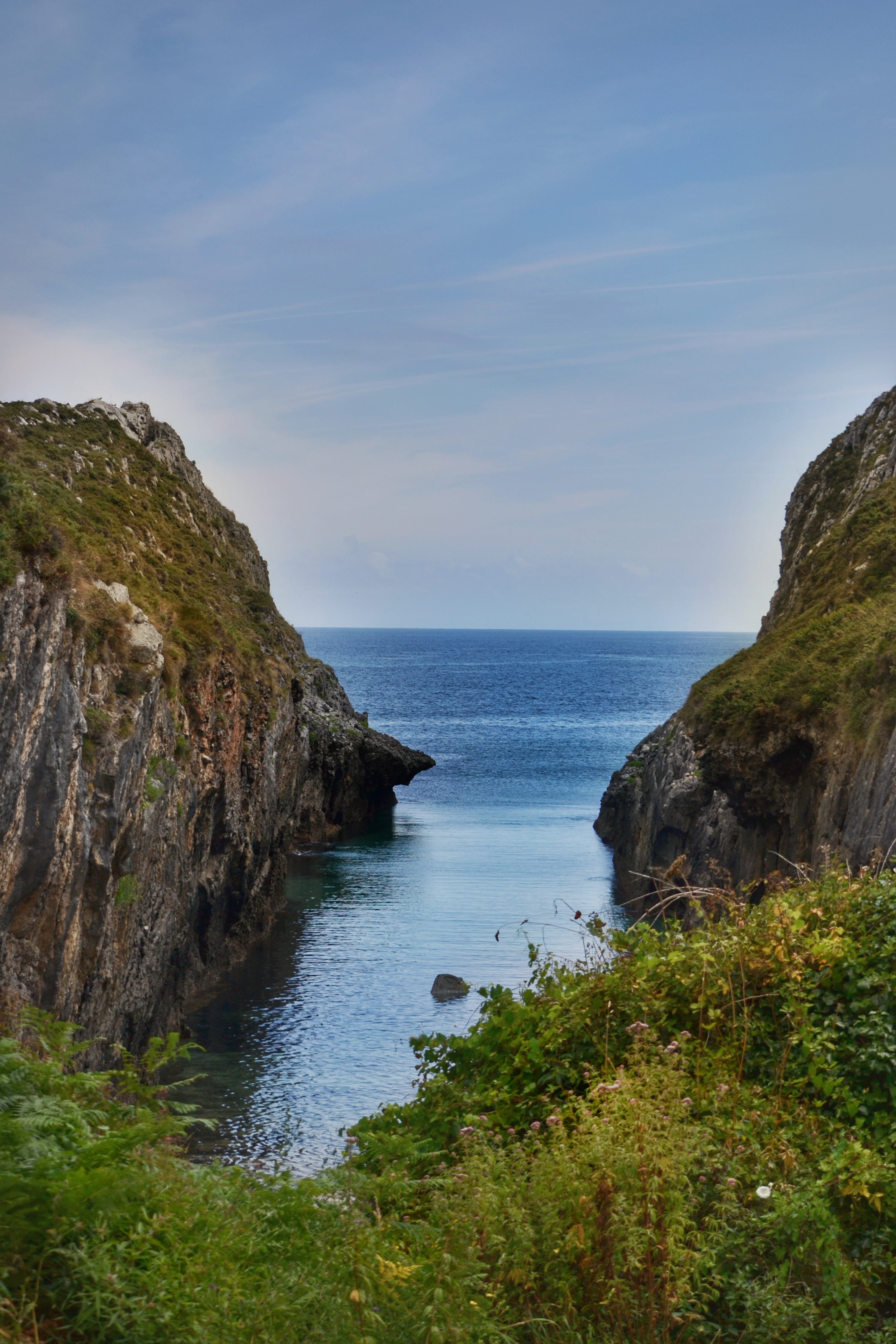
Vista general de Canal.

## Descripción
Para poder acceder a la playa los últimos 500 metros hay que hacerlos caminando, ya que a esa distancia no hay acceso rodado. Cuando la playa está en marea baja no se comunica con ninguna otra playa.
Se trata de una playa de gran valor geológico por estar rodeada y encajada en una zona de acantilados kársticos, quedando en el fondo de un cañón, estrecho y alargado. Esta disposición hace que con frecuencia sufra fuerte oleaje que puede llegar a formar un sumidero. Todo ello le otorga un interés paisajístico que compensa el no ser recomendable para el baño.